# Acalymma solarianum
Acalymma solarianum es un coleóptero de la familia Chrysomelidae. Fue descrita en 1962 por Bechyne & Bechyne.